# 가족이라서 문제입니다
《가족이라서 문제입니다》(영어: A Family Affair)는 2024년 공개된 로맨틱 코미디 영화로, 리처드 라그라브네스가 감독을 맡았다.

## 출연
- 잭 에프론 - 크리스 콜
- 조이 킹 - 자라 포드
- 니콜 키드먼 - 브룩 하우드
- 라이자 코시 - 유제니
- 캐시 베이츠 - 릴라 포드
- 셰리 콜라 - 스텔라